# Kongebesøg i Aalborg 1933
|  | Denne artikel er oprettet af botten Steenthbot ud fra en ekstern database. Den kan derfor have sproglige fejl eller mangler. Denne skabelon kan fjernes efter kontrol af indholdet. |

Kongebesøg i Aalborg 1933 er en dansk dokumentarisk optagelse fra 1933.